# Parochlus incaicus
Parochlus incaicus är en tvåvingeart som beskrevs av Lars Zakarias Brundin 1966. Parochlus incaicus ingår i släktet Parochlus och familjen fjädermyggor.
Artens utbredningsområde är Bolivia. Inga underarter finns listade i Catalogue of Life.